# Zwitserland op de Olympische Zomerspelen 2020
Zwitserland nam deel aan de Olympische Zomerspelen 2020 in Tokio, Japan.

## Medailleoverzicht
| Medaille | Naam                             | Sport          | Onderdeel                | Datum      |
| -------- | -------------------------------- | -------------- | ------------------------ | ---------- |
| Goud     | Jolanda Neff                     | Mountainbiken  | cross-country (v)        | 27 juli    |
| Goud     | Nina Christen                    | Schietsport    | 50 meter 3 houdingen (v) | 31 juli    |
| Goud     | Belinda Bencic                   | Tennis         | enkelspel (v)            | 31 juli    |
|          |                                  |                |                          |            |
| Zilver   | Mathias Flückiger                | Mountainbiken  | cross-country (m)        | 26 juli    |
| Zilver   | Sina Frei                        | Mountainbiken  | cross-country (v)        | 27 juli    |
| Zilver   | Marlen Reusser                   | Wegwielrennen  | tijdrit (v)              | 28 juli    |
| Zilver   | Belinda Bencic Viktorija Golubic | Tennis         | dubbelspel (v)           | 1 augustus |
|          |                                  |                |                          |            |
| Brons    | Nina Christen                    | Schietsport    | 10 meter luchtgeweer (v) | 24 juli    |
| Brons    | Linda Indergand                  | Mountainbiken  | cross-country (v)        | 27 juli    |
| Brons    | Jérémy Desplanches               | Zwemmen        | 200m wisselslag (v)      | 30 juli    |
| Brons    | Noè Ponti                        | Zwemmen        | 100 m vlinderslag (m)    | 31 juli    |
| Brons    | Nikita Ducarroz                  | BMX            | free-style (v)           | 1 augustus |
| Brons    | Joana Heidrich Anouk Vergé-Dépré | Beachvolleybal | beach (v)                | 6 augustus |

## Atleten
| sport          | mannen | vrouwen | totaal |
| -------------- | ------ | ------- | ------ |
| Atletiek       | 11     | 5       | 16     |
| Badminton      | 0      | 1       | 1      |
| Gymnastiek     | 4      | 1       | 5      |
| Judo           | 1      | 1       | 2      |
| Kanovaren      | 2      | 1       | 3      |
| Karate         | 0      | 1       | 1      |
| Klimsport      | 0      | 1       | 1      |
| Paardensport   | 5      | 2       | 7      |
| Roeien         | 6      | 3       | 9      |
| Schermen       | 3      | 0       | 3      |
| Schietsport    | 0      | 2       | 2      |
| Schoonspringen | 0      | 1       | 1      |
| Tafeltennis    | 0      | 1       | 1      |
| Tennis         | 1      | 2       | 3      |
| Triatlon       | 2      | 2       | 4      |
| Volleybal      | 2      | 4       | 6      |
| Wielersport    | 16     | 6       | 22     |
| Worstelen      | 1      | 0       | 1      |
| Zeilen         | 3      | 3       | 6      |
| Zwemmen        | 9      | 4       | 13     |
| totaal         | 60     | 47      | 107    |

## Sporten

### Atletiek
Mannen
Loopnummers
| atleet            | onderdeel    | series   | series | kwartfinale | kwartfinale | halve finale   | halve finale   | finale         | finale         |
| atleet            | onderdeel    | tijd     | rang   | tijd        | rang        | tijd           | rang           | tijd           | rang           |
| ----------------- | ------------ | -------- | ------ | ----------- | ----------- | -------------- | -------------- | -------------- | -------------- |
| Silvan Wicki      | 100 m        | bye      | bye    | 10,28       | 6           | niet geplaatst | niet geplaatst | niet geplaatst | niet geplaatst |
| William Reals     | 200 m        | 20,51    | 3 Q    | n.v.t.      | n.v.t.      | 20,44          | 5              | niet geplaatst | niet geplaatst |
| Ricky Petrucciani | 400 m        | 45,64    | 3 Q    | n.v.t.      | n.v.t.      | 45,26          | 6              | niet geplaatst | niet geplaatst |
| Jonas Raess       | 5000 m       | 13.43,52 | 11     | n.v.t.      | n.v.t.      | n.v.t.         | n.v.t.         | niet geplaatst | niet geplaatst |
| Julien Wanders    | 10000 m      | n.v.t.   | n.v.t. | n.v.t.      | n.v.t.      | n.v.t.         | n.v.t.         | 28.55,29 SB    | 19             |
| Jason Joseph      | 110 m horden | 13,31    | 2 Q    | n.v.t.      | n.v.t.      | 13,46          | 5              | niet geplaatst | niet geplaatst |
| Tadesse Abraham   | marathon     | n.v.t.   | n.v.t. | n.v.t.      | n.v.t.      | n.v.t.         | n.v.t.         | DNF            | DNF            |

Technische nummers
| atleet     | onderdeel    | kwalificaties | kwalificaties | finale         | finale         |
| atleet     | onderdeel    | afstand       | rang          | afstand        | rang           |
| ---------- | ------------ | ------------- | ------------- | -------------- | -------------- |
| Loïc Gasch | hoogspringen | 2,21          | 23            | niet geplaatst | niet geplaatst |

Vrouwen
Loopnummers
| atlete                                                                                            | onderdeel    | series     | series | kwartfinale | kwartfinale | halve finale   | halve finale   | finale         | finale         |
| atlete                                                                                            | onderdeel    | tijd       | rang   | tijd        | rang        | tijd           | rang           | tijd           | rang           |
| ------------------------------------------------------------------------------------------------- | ------------ | ---------- | ------ | ----------- | ----------- | -------------- | -------------- | -------------- | -------------- |
| Ajla Del Ponte                                                                                    | 100 m        | bye        | bye    | 10,91       | 2 Q         | 11,01          | 2 Q            | 10,97          | 5              |
| Mujinga Kambundji                                                                                 | 100 m        | bye        | bye    | 10,95       | 2 Q         | 10,96          | 2 Q            | 10,99          | 6              |
| Salomé Kora                                                                                       | 100 m        | bye        | bye    | 11,25       | 5           | niet geplaatst | niet geplaatst | niet geplaatst | niet geplaatst |
| Mujinga Kambundji                                                                                 | 200 m        | 22,26 NR   | 1 Q    | n.v.t.      | n.v.t.      | 22,26 NR       | 3 q            | 22,30          | 7              |
| Lore Hoffmann                                                                                     | 800 m        | 2.02,05    | 3 Q    | n.v.t.      | n.v.t.      | 1.59,83        | 4              | niet geplaatst | niet geplaatst |
| Delia Sclabas                                                                                     | 800 m        | 2.03,03    | 6      | n.v.t.      | n.v.t.      | niet geplaatst | niet geplaatst | niet geplaatst | niet geplaatst |
| Ditaji Kambundji                                                                                  | 100 m horden | 13,17      | 8      | n.v.t.      | n.v.t.      | niet geplaatst | niet geplaatst | niet geplaatst | niet geplaatst |
| Léa Sprunger                                                                                      | 400 m horden | 54,74      | 3 Q    | n.v.t.      | n.v.t.      | 55,12          | 4              | niet geplaatst | niet geplaatst |
| Yasmin Giger                                                                                      | 400 m horden | 57,03      | 6      | n.v.t.      | n.v.t.      | niet geplaatst | niet geplaatst | niet geplaatst | niet geplaatst |
| Fabienne Schlumpf                                                                                 | marathon     | n.v.t.     | n.v.t. | n.v.t.      | n.v.t.      | n.v.t.         | n.v.t.         | 2:31.36        | 12             |
| Martina Strähl                                                                                    | marathon     | n.v.t.     | n.v.t. | n.v.t.      | n.v.t.      | n.v.t.         | n.v.t.         | 2:39.25 SB     | 51             |
| Ajla del Ponte(S-F) Riccarda Dietsche(S-F) Mujinga Kambundji(S-F) Salome Kora(S-F) Cynthia Reinle | 4×100 m      | 42,05 NR   | 2 Q    | n.v.t.      | n.v.t.      | n.v.t.         | n.v.t.         | 42,08          | 4              |
| Annina Fahr Yasmin Giger(S) Sarah King Silke Lemmens(S) Rachel Pellaud(S) Léa Sprunger(S)         | 4×400 m      | 3.25,90 NR | 6      | n.v.t.      | n.v.t.      | n.v.t.         | n.v.t.         | niet geplaatst | niet geplaatst |

Technische nummers
| atlete         | onderdeel            | kwalificaties | kwalificaties | finale         | finale         |
| atlete         | onderdeel            | afstand       | rang          | afstand        | rang           |
| -------------- | -------------------- | ------------- | ------------- | -------------- | -------------- |
| Salome Lang    | hoogspringen         | 1,86          | 22            | niet geplaatst | niet geplaatst |
| Angelica Moser | polsstokhoogspringen | 4,40          | 20            | niet geplaatst | niet geplaatst |
| Andrina Hodel  | polsstokhoogspringen | 4,25          | 24            | niet geplaatst | niet geplaatst |

### Badminton
Vrouwen
| atlete         | onderdeel | groepsfase              | groepsfase            | groepsfase                 | groepsfase | eliminatie           | kwartfinale          | halve finale         | finale / BM          | finale / BM |
| atlete         | onderdeel | tegenstander uitslag    | tegenstander uitslag  | tegenstander uitslag       | rang       | tegenstander uitslag | tegenstander uitslag | tegenstander uitslag | tegenstander uitslag | rang        |
| -------------- | --------- | ----------------------- | --------------------- | -------------------------- | ---------- | -------------------- | -------------------- | -------------------- | -------------------- | ----------- |
| Sabrina Jaquet | enkelspel | Tai T-y V (7-21, 13-21) | X Qi V (10-21, 14-21) | Nguyễn T L V (8-21, 17-21) | 4          | niet geplaatst       | niet geplaatst       | niet geplaatst       | niet geplaatst       | 15          |

### Golf
Vrouwen
| atleet            | onderdeel | eerste ronde | tweede ronde | derde ronde | vierde ronde | totaal | totaal | totaal |
| atleet            | onderdeel | score        | score        | score       | score        | score  | par    | rang   |
| ----------------- | --------- | ------------ | ------------ | ----------- | ------------ | ------ | ------ | ------ |
| Kim Métraux       | vrouwen   | 74           | 70           | 74          | 73           | 291    | +7     | 54     |
| Albane Valenzuela | vrouwen   | 71           | 69           | 67          | 69           | 276    | -8     | 18     |

### Gymnastiek

#### Turnen
Mannen
| atleet            | onderdeel | kwalificatie | kwalificatie | kwalificatie | kwalificatie | kwalificatie | kwalificatie | kwalificatie | kwalificatie | finale  | finale  | finale  | finale  | finale  | finale  | finale  | finale  |
| atleet            | onderdeel | toestel      | toestel      | toestel      | toestel      | toestel      | toestel      | totaal       | positie      | toestel | toestel | toestel | toestel | toestel | toestel | totaal  | positie |
| atleet            | onderdeel | vloer        | voltige      | ringen       | sprong       | brug         | rekstok      | totaal       | positie      | vloer   | voltige | ringen  | sprong  | brug    | rekstok | totaal  | positie |
| ----------------- | --------- | ------------ | ------------ | ------------ | ------------ | ------------ | ------------ | ------------ | ------------ | ------- | ------- | ------- | ------- | ------- | ------- | ------- | ------- |
| Christian Baumann | team      | 13,833       | 12,700       | 13,766       | 13,566       | 15,200       | 12,566       | 81,631       | 33           | -       | -       | 13,166  | -       | 14,600  | 13,966  | n.v.t.  | n.v.t.  |
| Pablo Brägger     | team      | 14,133       | 13,566       | 13,466       | 12,733       | 15,066       | 12,600       | 81,564       | 35           | 14,233  | 13,400  | 13,466  | 13,833  | 14,833  | 13,933  | n.v.t.  | n.v.t.  |
| Benjamin Gischard | team      | 14,266       | 13,833       | 13,333       | 14,166       | 13,800       | 13,100       | 82,498       | 26 Q         | 14,000  | 13,866  | -       | 14,000  | -       | -       | n.v.t.  | n.v.t.  |
| Eddy Yusof        | team      | 13,500       | 12,466       | 13,533       | 14,333       | 14,700       | 13,366       | 81,898       | 31 Q         | 13,833  | 13,833  | 13,666  | 14,166  | 14,633  | 13,500  | n.v.t.  | n.v.t.  |
| Totaal            | team      | 42,232       | 40,099       | 40,765       | 42,065       | 44,966       | 39,066       | 249,193      | 7 Q          | 42,066  | 41,099  | 40,298  | 41,999  | 44,066  | 41,399  | 250,927 | 6       |

| atleet            | onderdeel | kwalificatie        | kwalificatie        | kwalificatie        | kwalificatie        | kwalificatie        | kwalificatie        | kwalificatie        | kwalificatie        | finale  | finale  | finale  | finale  | finale  | finale  | finale | finale  |
| atleet            | onderdeel | toestel             | toestel             | toestel             | toestel             | toestel             | toestel             | totaal              | positie             | toestel | toestel | toestel | toestel | toestel | toestel | totaal | positie |
| atleet            | onderdeel | vloer               | voltige             | ringen              | sprong              | brug                | rekstok             | totaal              | positie             | vloer   | voltige | ringen  | sprong  | brug    | rekstok | totaal | positie |
| ----------------- | --------- | ------------------- | ------------------- | ------------------- | ------------------- | ------------------- | ------------------- | ------------------- | ------------------- | ------- | ------- | ------- | ------- | ------- | ------- | ------ | ------- |
| Benjamin Gischard | meerkamp  | zie team-resultaten | zie team-resultaten | zie team-resultaten | zie team-resultaten | zie team-resultaten | zie team-resultaten | zie team-resultaten | zie team-resultaten | 14,300  | 13,666  | 13,433  | 14,300  | 13,700  | 13,333  | 82,732 | 13      |
| Eddy Yusof        | meerkamp  | zie team-resultaten | zie team-resultaten | zie team-resultaten | zie team-resultaten | zie team-resultaten | zie team-resultaten | zie team-resultaten | zie team-resultaten | 13,800  | 13,866  | 13,300  | 13,033  | 14,533  | 13,200  | 81,732 | 16      |

Vrouwen
| atlete             | onderdeel | kwalificatie | kwalificatie | kwalificatie | kwalificatie | kwalificatie | kwalificatie | finale         | finale         | finale         | finale         | finale         | finale         |
| atlete             | onderdeel | toestel      | toestel      | toestel      | toestel      | totaal       | positie      | toestel        | toestel        | toestel        | toestel        | totaal         | positie        |
| atlete             | onderdeel | sprong       | brug         | balk         | vloer        | totaal       | positie      | sprong         | brug           | balk           | vloer          | totaal         | positie        |
| ------------------ | --------- | ------------ | ------------ | ------------ | ------------ | ------------ | ------------ | -------------- | -------------- | -------------- | -------------- | -------------- | -------------- |
| Giulia Steingruber | meerkamp  | 14,833       | 12,800       | 12,600       | 13,300       | 53,533       | 30 Q         | 14,833         | 12,800         | 12,400         | 13,333         | 53,366         | 15             |
| Giulia Steingruber | sprong    | 14,566       | n.v.t.       | n.v.t.       | n.v.t.       | 14,566       | 10           | niet geplaatst | niet geplaatst | niet geplaatst | niet geplaatst | niet geplaatst | niet geplaatst |

### Judo
Mannen
| atleet     | onderdeel | eerste ronde         | tweede ronde         | derde ronde          | kwartfinale          | halve finale         | herkansing           | finale / BM          | finale / BM    |
| atleet     | onderdeel | tegenstander uitslag | tegenstander uitslag | tegenstander uitslag | tegenstander uitslag | tegenstander uitslag | tegenstander uitslag | tegenstander uitslag | rang           |
| ---------- | --------- | -------------------- | -------------------- | -------------------- | -------------------- | -------------------- | -------------------- | -------------------- | -------------- |
| Nils Stump | −73 kg    | bye                  | Gjakova V 00–11      | niet geplaatst       | niet geplaatst       | niet geplaatst       | niet geplaatst       | niet geplaatst       | niet geplaatst |

Vrouwen
| atlete          | onderdeel | eerste ronde         | tweede ronde         | derde ronde          | kwartfinale          | halve finale         | herkansing           | finale / BM          | finale / BM |
| atlete          | onderdeel | tegenstander uitslag | tegenstander uitslag | tegenstander uitslag | tegenstander uitslag | tegenstander uitslag | tegenstander uitslag | tegenstander uitslag | rang        |
| --------------- | --------- | -------------------- | -------------------- | -------------------- | -------------------- | -------------------- | -------------------- | -------------------- | ----------- |
| Fabienne Kocher | −52 kg    | n.v.t.               | Pérez W 01-00        | Lkhagvasüren W 01-00 | Pupp W 10-00         | Buchard V 00-10      | bye                  | Giles V 00-10        | 5           |

### Kanovaren

#### Slalom
Mannen
| atleet          | onderdeel  | series | series | series | series | series    | series | halve finale | halve finale | finale         | finale         |
| atleet          | onderdeel  | run 1  | rang   | run 2  | rang   | beste run | rang   | tijd         | rang         | tijd           | rang           |
| --------------- | ---------- | ------ | ------ | ------ | ------ | --------- | ------ | ------------ | ------------ | -------------- | -------------- |
| Thomas Koechlin | C-1 slalom | 105.66 | 10     | 104.57 | 10     | 104.57    | 12 Q   | 111.20       | 13           | niet geplaatst | niet geplaatst |
| Martin Dougoud  | K-1 slalom | 93,70  | 6      | 100,58 | 18     | 93.70     | 14 Q   | 99.28        | 13           | niet geplaatst | niet geplaatst |

Vrouwen
| atleet        | onderdeel  | series | series | series | series | series    | series | halve finale | halve finale | finale         | finale         |
| atleet        | onderdeel  | run 1  | rang   | run 2  | rang   | beste run | rang   | tijd         | rang         | tijd           | rang           |
| ------------- | ---------- | ------ | ------ | ------ | ------ | --------- | ------ | ------------ | ------------ | -------------- | -------------- |
| Alena Marx    | C-1 slalom | 120,12 | 10     | 150,84 | 18     | 120,12    | 16 Q   | 163,09       | 16           | niet geplaatst | niet geplaatst |
| Naemi Brändle | K-1 slalom | 230,37 | 27     | 135,00 | 22     | 135,00    | 24 Q   | 121,91       | 18           | niet geplaatst | niet geplaatst |

### Karate

#### Kumite
Vrouwen
| Atleet        | Onderdeel | Groepsfase             | Groepsfase             | Groepsfase             | Groepsfase             | Groepsfase | Halve Finale           | Finale                 | Finale         |
| Atleet        | Onderdeel | Tegenstander Resultaat | Tegenstander Resultaat | Tegenstander Resultaat | Tegenstander Resultaat | Rang       | Tegenstander Resultaat | Tegenstander Resultaat | Rang           |
| ------------- | --------- | ---------------------- | ---------------------- | ---------------------- | ---------------------- | ---------- | ---------------------- | ---------------------- | -------------- |
| Elena Quirici | +61 kg    | Matoub W 2 - 1         | Abdelaziz V 3 - 3+S    | Abbasali W 4 - 0       | Gong L G 1 - 1         | 3          | niet geplaatst         | niet geplaatst         | niet geplaatst |

### Klimsport
Vrouwen
| atlete         | onderdeel | kwalificatie | kwalificatie | kwalificatie | kwalificatie | kwalificatie | kwalificatie | kwalificatie | totaal  | totaal | finale         | finale         | finale         | finale         | finale         | finale         | finale         | totaal         | totaal         |                |
| atlete         | onderdeel | speed        | speed        | boulderen    | boulderen    | lead         | lead         | lead         | totaal  | totaal | speed          | speed          | boulderen      | boulderen      | lead           | lead           | lead           | totaal         | totaal         |                |
| atlete         | onderdeel | beste        | tijd         | resultaat    | rang         | punten       | tijd         | rang         | score   | tijd   | beste          | tijd           | resultaat      | rang           | punten         | tijd           | rang           | score          | tijd           |                |
| -------------- | --------- | ------------ | ------------ | ------------ | ------------ | ------------ | ------------ | ------------ | ------- | ------ | -------------- | -------------- | -------------- | -------------- | -------------- | -------------- | -------------- | -------------- | -------------- | -------------- |
| Petra Klingler | klimmen   | 8,42         | 10           | 1T3z 3 8     | 10           | 16+          | 1.49         | 14           | 1400,00 | 16     | niet geplaatst | niet geplaatst | niet geplaatst | niet geplaatst | niet geplaatst | niet geplaatst | niet geplaatst | niet geplaatst | niet geplaatst | niet geplaatst |

### Paardensport

#### Dressuur
| ruiter            | paard           | onderdeel   | Grand Prix | Grand Prix | Grand Prix Special | Grand Prix Special | Grand Prix Freestyle | Grand Prix Freestyle | totaal         | totaal         |
| ruiter            | paard           | onderdeel   | score      | rang       | score              | rang               | technisch            | artistiek            | uitslag        | rang           |
| ----------------- | --------------- | ----------- | ---------- | ---------- | ------------------ | ------------------ | -------------------- | -------------------- | -------------- | -------------- |
| Estelle Wettstein | West Side Story | individueel | 67,748     | 41         | n.v.t.             | n.v.t.             | niet geplaatst       | niet geplaatst       | niet geplaatst | niet geplaatst |

#### Eventing
| ruiter                                                       | paard                                 | onderdeel   | dressuur    | dressuur | cross-country | cross-country | cross-country | springen       | springen       | springen       | springen       | springen       | springen       | totaal         | totaal         |
| ruiter                                                       | paard                                 | onderdeel   | dressuur    | dressuur | cross-country | cross-country | cross-country | kwalificatie   | kwalificatie   | kwalificatie   | finale         | finale         | finale         | totaal         | totaal         |
| ruiter                                                       | paard                                 | onderdeel   | strafpunten | rang     | strafpunten   | totaal        | rang          | strafpunten    | totaal         | rang           | strafpunten    | totaal         | rang           | strafpunten    | rang           |
| ------------------------------------------------------------ | ------------------------------------- | ----------- | ----------- | -------- | ------------- | ------------- | ------------- | -------------- | -------------- | -------------- | -------------- | -------------- | -------------- | -------------- | -------------- |
| Robin Godel                                                  | Jet Set                               | individueel | 37,10       | 47       | EL            | EL            | EL            | niet geplaatst | niet geplaatst | niet geplaatst | niet geplaatst | niet geplaatst | niet geplaatst | niet geplaatst | niet geplaatst |
| Mélody Johner                                                | Toubleu de Rueire                     | individueel | 36,10       | 44       | 0,40          | 36,50         | 19            | 0,00           | 36,50          | 14             | 13,20          | 49,70          | 17             | 49,70          | 17             |
| Felix Vogg                                                   | Colero                                | individueel | 26,70       | 8        | 11,80         | 38,50         | 21            | 8,00           | 46,50          | 24             | 5,20           | 51,70          | 19             | 51,70          | 19             |
| Robin Godel Mélody Johner Felix Vogg Eveline Bodenmüller (w) | zie hierboven Violine de la Brasserie | team        | 99,20       | 10       | 212,20        | 311,40        | 11            | 8,00 + 20,00   | 339,40         | 10             | n.v.t.         | n.v.t.         | n.v.t.         | 339,40         | 10             |

(w) - Wissel vlak voor het springen - 20 strafpunten toegekend

#### Springen
| ruiter                                    | paard                              | onderdeel   | kwalificatie | kwalificatie | finale         | finale         | finale         |
| ruiter                                    | paard                              | onderdeel   | strafpunten  | rang         | strafpunten    | tijd           | rang           |
| ----------------------------------------- | ---------------------------------- | ----------- | ------------ | ------------ | -------------- | -------------- | -------------- |
| Martin Fuchs                              | Clooney                            | individueel | 0            | 1 Q          | 8              | 84,99          | 16             |
| Steve Guerdat                             | Venard de Cerisy                   | individueel | 4            | 31           | niet geplaatst | niet geplaatst | niet geplaatst |
| Beat Mändli                               | Dsarie                             | individueel | 1            | 26 Q         | terugtrekking  | terugtrekking  | terugtrekking  |
| Bryan Balsiger Martin Fuchs Steve Guerdat | Twentytwo des Biches zie hierboven | team        | 10           | 4 Q          | 28             | 238,18         | 5              |

### Roeien
Mannen
| atleet                                                 | onderdeel   | series  | series | herkansingen | herkansingen | kwartfinale | kwartfinale | halve finale | halve finale | finale  | finale |
| atleet                                                 | onderdeel   | tijd    | rang   | tijd         | rang         | tijd        | rang        | tijd         | rang         | tijd    | rang   |
| ------------------------------------------------------ | ----------- | ------- | ------ | ------------ | ------------ | ----------- | ----------- | ------------ | ------------ | ------- | ------ |
| Barnabé Delarze Roman Röösli                           | dubbel-twee | 6.11,24 | 2 KF   | bye          | bye          | n.v.t.      | n.v.t.      | 6.25,89      | 3 FA         | 6.09,05 | 5      |
| Andrin Gulich Paul Jacquot Markus Kessler Joel Schürch | vier-zonder | 6.04,09 | 4 H    | 6.27,80      | 5 FB         | n.v.t.      | n.v.t.      | n.v.t.       | n.v.t.       | 6.02,32 | 9      |

Vrouwen
| atlete                       | onderdeel          | series  | series | herkansingen | herkansingen | kwartfinale | kwartfinale | halve finale | halve finale | finale  | finale |
| atlete                       | onderdeel          | tijd    | rang   | tijd         | rang         | tijd        | rang        | tijd         | rang         | tijd    | rang   |
| ---------------------------- | ------------------ | ------- | ------ | ------------ | ------------ | ----------- | ----------- | ------------ | ------------ | ------- | ------ |
| Jeannine Gmelin              | skiff              | 7.47,20 | 2 KF   | bye          | bye          | 8.02,10     | 2 HA/B      | 7.25,80      | 2 FA         | 7.20,91 | 5      |
| Patricia Merz Frédérique Rol | lichte dubbel-twee | 7.08,66 | 4 H    | 7.22,02      | 1 HA/B       | n.v.t.      | n.v.t.      | 6.48,92      | 4 FB         | 6.49,16 | 7      |

Legenda: FA=finale A (medailles); FB=finale B (geen medailles); FC=finale C (geen medailles); FD=finale D (geen medailles); FE=finale E (geen medailles); FF=finale F (geen medailles); HA/B=halve finale A/B; HC/D=halve finale C/D; HE/F=halve finale E/F; KF=kwartfinale; H=herkansing

### Schermen
Mannen
| atleet                                                       | onderdeel  | eerste ronde         | tweede ronde         | derde ronde          | kwartfinale          | halve finale                            | finale / BM                            | finale / BM    |
| atleet                                                       | onderdeel  | tegenstander uitslag | tegenstander uitslag | tegenstander uitslag | tegenstander uitslag | tegenstander uitslag                    | tegenstander uitslag                   | rang           |
| ------------------------------------------------------------ | ---------- | -------------------- | -------------------- | -------------------- | -------------------- | --------------------------------------- | -------------------------------------- | -------------- |
| Benjamin Steffen                                             | degen      | Sukhov W 15 - 12     | Reizlin V 11 - 15    | niet geplaatst       | niet geplaatst       | niet geplaatst                          | niet geplaatst                         | niet geplaatst |
| Max Heinzer                                                  | degen      | bye                  | Svichkar W 15 - 11   | Reizlin V 12 - 15    | niet geplaatst       | niet geplaatst                          | niet geplaatst                         | niet geplaatst |
| Michele Niggeler                                             | degen      | Ramirez V 6 - 15     | niet geplaatst       | niet geplaatst       | niet geplaatst       | niet geplaatst                          | niet geplaatst                         | niet geplaatst |
| Max Heinzer Lucas Malcotti Michele Niggeler Benjamin Steffen | degen team | n.v.t.               | n.v.t.               | bye                  | Zuid-Korea V 39 - 44 | Classificatie 5 - 8 Frankrijk V 37 - 45 | Wedstrijd om plaats 7 Italië V 34 - 36 | 8              |

### Schietsport
Vrouwen
| atlete                | onderdeel               | kwalificaties | kwalificaties | finale         | finale         |
| atlete                | onderdeel               | punten        | rang          | punten         | rang           |
| --------------------- | ----------------------- | ------------- | ------------- | -------------- | -------------- |
| Heidi Diethelm Gerber | 10 m luchtpistool       | 569           | 28            | niet geplaatst | niet geplaatst |
| Heidi Diethelm Gerber | 25 m pistool            | 579           | 22            | niet geplaatst | niet geplaatst |
| Nina Christen         | 10 m luchtgeweer        | 628,5         | 7 Q           | 230,6          | Brons          |
| Nina Christen         | 50 m geweer 3 houdingen | 1174          | 6 Q           | 463,9          | Goud           |

### Schoonspringen
Vrouwen
| atlete            | onderdeel | series | series | halve finale | halve finale | finale | finale |
| atlete            | onderdeel | punten | rang   | punten       | rang         | punten | rang   |
| ----------------- | --------- | ------ | ------ | ------------ | ------------ | ------ | ------ |
| Michelle Heimberg | 3 m plank | 289,95 | 11 Q   | 289,80       | 12 Q         | 283,85 | 11     |

### Tafeltennis
Voor het eerst sinds 1946, kon Zwitserland een atleet afvaardigen om deel te nemen aan de tafeltenniscompetitie, dit werd gebaseerd op de wereld ranking op 1 juni 2021.
Vrouwen
| atlete       | onderdeel | voorronde            | eerste ronde         | tweede ronde         | derde ronde          | vierde ronde         | kwartfinale          | halve finale         | finale / BM          | finale / BM    |
| atlete       | onderdeel | tegenstander uitslag | tegenstander uitslag | tegenstander uitslag | tegenstander uitslag | tegenstander uitslag | tegenstander uitslag | tegenstander uitslag | tegenstander uitslag | rang           |
| ------------ | --------- | -------------------- | -------------------- | -------------------- | -------------------- | -------------------- | -------------------- | -------------------- | -------------------- | -------------- |
| Rachel Moret | enkelspel | bye                  | Yamada W 4 - 2       | Póta W 4 - 1         | Chen M V 0 - 4       | niet geplaatst       | niet geplaatst       | niet geplaatst       | niet geplaatst       | niet geplaatst |

### Tennis
Vrouwen
| atlete                           | onderdeel  | eerste ronde         | tweede ronde                               | derde ronde                           | kwartfinale                      | halve finale                  | finale / BM                       | finale / BM    |
| atlete                           | onderdeel  | tegenstander uitslag | tegenstander uitslag                       | tegenstander uitslag                  | tegenstander uitslag             | tegenstander uitslag          | tegenstander uitslag              | rang           |
| -------------------------------- | ---------- | -------------------- | ------------------------------------------ | ------------------------------------- | -------------------------------- | ----------------------------- | --------------------------------- | -------------- |
| Belinda Bencic                   | enkelspel  | Pegula W 6-3, 6-3    | Doi W 6-2, 6-4                             | Krejčíková W 1-6, 6-2, 6-3            | Pavljoetsjenkova W 6-0, 3-6, 5-3 | Rybakina W 7-6(7-2), 4-6, 6-3 | Vondroušová W 7-5, 2-6, 6-3       | Goud           |
| Viktorija Golubic                | enkelspel  | Osorio W 6-4, 6-1    | Osaka V 3-6, 2-6                           | niet geplaatst                        | niet geplaatst                   | niet geplaatst                | niet geplaatst                    | niet geplaatst |
| Belinda Bencic Viktorija Golubic | dubbelspel | n.v.t.               | Aoyama / Shibahara W 6-4, 6-7(5-7), [10-5] | Muguruza / Navarro W 3-6, 6-1, [11-9] | Perez / Stosur W 6-4, 6-4        | Pigossi / Stefani W 7-5, 6-3  | Krejčíková / Siniaková V 5-7, 1-6 | Zilver         |

### Triatlon
Individueel
| Atleet            | Evenement | Zwemmen(1.5 km) | Rang 1 | Fietsen (40 km) | Rang 2 | Lopen(10 km) | Totaal Tijd | Ranking |
| ----------------- | --------- | --------------- | ------ | --------------- | ------ | ------------ | ----------- | ------- |
| Andrea Salvisberg | Mannen    | 18.02           |        | 56.03           |        | 32.10        | 1.47.25     | 22      |
| Max Studer        | Mannen    | 18.25           |        | 55.59           |        | 30.35        | 1.46.06     | 9       |
| Jolanda Annen     | Vrouwen   | 19.32           |        | 1.05.04         |        | 35.36        | 2.01.31     | 19      |
| Nicola Spirig     | Vrouwen   | 19.32           |        | 1.02.50         |        | 34.28        | 1.59.05     | 6       |

Gemengd
| Atleet            | Evenement   | Zwemmen (250 m) | Rang 1 | Fietsen (7 km) | Rang 2 | Lopen (1.5 km) | Totaal Groeps tijd | Ranking |
| ----------------- | ----------- | --------------- | ------ | -------------- | ------ | -------------- | ------------------ | ------- |
| Andrea Salvisberg | Mixed relay | 3.59            |        | 9.35           |        | 5.44           | 1.25.27            | 7       |
| Jolanda Annen     | Mixed relay | 3.51            |        | 10.32          |        | 6.27           | 1.25.27            | 7       |
| Max Studer        | Mixed relay | 4.11            |        | 9.50           |        | 5.33           | 1.25.27            | 7       |
| Nicola Spirig     | Mixed relay | 4.35            |        | 10.20          |        | 6.19           | 1.25.27            | 7       |

### Volleybal

#### Beachvolleybal
Mannen
| atleten                      | onderdeel | eerste ronde                                                                                         | eerste ronde | herkansingen                         | achtste finale       | kwartfinale          | halve finale         | finale / BM          | finale / BM    |
| atleten                      | onderdeel | tegenstander uitslag                                                                                 | stand        | tegenstander uitslag                 | tegenstander uitslag | tegenstander uitslag | tegenstander uitslag | tegenstander uitslag | rang           |
| ---------------------------- | --------- | --- | ------------ | ------------------------------------ | -------------------- | -------------------- | -------------------- | -------------------- | -------------- |
| Mirco Gerson Adrian Heidrich | mannen    | Tijan – Younouse V 17-21, 16-21 Bourne – Gibb V 19-21, 21-23 Carambula – Rossi W 21-14, 24-26, 15-13 | 3 H          | E Grimalt - M Grimalt V 17-21, 18-21 | niet geplaatst       | niet geplaatst       | niet geplaatst       | niet geplaatst       | niet geplaatst |

Vrouwen
| atleten                          | onderdeel | eerste ronde                                                                                                   | eerste ronde | herkansingen         | achtste finale                               | kwartfinale                              | halve finale                   | finale / BM                          | finale / BM    |
| atleten                          | onderdeel | tegenstander uitslag                                                                                           | stand        | tegenstander uitslag | tegenstander uitslag                         | tegenstander uitslag                     | tegenstander uitslag           | tegenstander uitslag                 | rang           |
| -------------------------------- | --------- | --- | ------------ | -------------------- | -------------------------------------------- | ---------------------------------------- | ------------------------------ | ------------------------------------ | -------------- |
| Nina Betschart Tanja Hüberli     | vrouwen   | Kozuch – Ludwig W 23-25, 22-20, 26-14 Hermannová – Sluková W 21-0, 21-0 Ishii – Murakami W 14-21, 21-19, 15-12 | 1 Q          | bye                  | Heidrich - Vergé-Dépré V 12-21, 21-19, 21-23 | niet geplaatst                           | niet geplaatst                 | niet geplaatst                       | niet geplaatst |
| Joana Heidrich Anouk Vergé-Dépré | vrouwen   | Borger - Sude W 21-8, 21-23, 15-6 Schoon - Stam W 22-20, 21-18 Humana-Paredes - Pavan V 13-21, 22-24           | 2            | bye                  | Betschart - Hüberli W 21-12, 19-21, 23-21    | Romas - Cavalcanti W 21-19, 18-21, 15-12 | Klineman - Ross V 12-21, 11-21 | Graudiņa - Kravčenoka W 21-19, 21-15 | Brons          |

### Wielersport

#### Baanwielrennen
Mannen
Koppelkoers
| atleet                       | onderdeel   | rondespunten | sprinterspunten | totaal | rang |
| ---------------------------- | ----------- | ------------ | --------------- | ------ | ---- |
| Robin Froidevaux Thery Schir | koppelkoers | 0            | 8               | 8      | 7    |

Ploegenachtervolging
| atleet                                                                                    | onderdeel            | kwalificatie | kwalificatie | halve finale         | halve finale | finale 7/8           | finale 7/8 |
| atleet                                                                                    | onderdeel            | tijd         | rang         | tegenstander uitslag | rang         | tegenstander uitslag | rang       |
| ----------------------------------------------------------------------------------------- | -------------------- | ------------ | ------------ | -------------------- | ------------ | -------------------- | ---------- |
| Robin Froidevaux Stefan Bissegger Mauro Schmid Cyrille Thièry Théry Schir Valère Thiébaud | ploegenachtervolging | 3:51,514     | 8 Q          | V 3:49,111           | 7 FD         | V 3:50,041           | 8          |

Omnium
| atleet      | onderdeel | scratchrace | scratchrace | temporace | temporace | afvalrace | afvalrace | puntenrace | puntenrace | totaal punten | rang |
| atleet      | onderdeel | rang        | punten      | rang      | punten    | rang      | punten    | rang       | punten     | totaal punten | rang |
| ----------- | --------- | ----------- | ----------- | --------- | --------- | --------- | --------- | ---------- | ---------- | ------------- | ---- |
| Théry Schir | omnium    | 9           | 24          | 4         | 34        | 3         | 36        |            | 15         | 109           | 7    |

#### BMX
Mannen
Race
| atleet         | onderdeel | kwartfinale | kwartfinale | halve finale   | halve finale   | finale         | finale         |
| atleet         | onderdeel | punten      | rang        | punten         | rang           | uitslag        | rang           |
| -------------- | --------- | ----------- | ----------- | -------------- | -------------- | -------------- | -------------- |
| David Graf     | race      | 6           | 2 Q         | 18             | 5              | niet geplaatst | niet geplaatst |
| Simon Marquart | race      | 14          | 5           | niet geplaatst | niet geplaatst | niet geplaatst | niet geplaatst |

Vrouwen
Freestyle
| atlete          | onderdeel | plaatsingsronde | plaatsingsronde | finale | finale |
| atlete          | onderdeel | score           | rang            | score  | rang   |
| --------------- | --------- | --------------- | --------------- | ------ | ------ |
| Nikita Ducarroz | freestyle | 83,55           | 3               | 89,20  | Brons  |

Race
| atlete        | onderdeel | kwartfinale | kwartfinale | halve finale | halve finale | finale         | finale         |
| atlete        | onderdeel | punten      | rang        | punten       | rang         | uitslag        | rang           |
| ------------- | --------- | ----------- | ----------- | ------------ | ------------ | -------------- | -------------- |
| Zoe Claessens | race      | 7           | 2 Q         | 17           | 7            | niet geplaatst | niet geplaatst |

#### Mountainbiken
Mannen
| atleet            | onderdeel    | tijd          | rang   |
| ----------------- | ------------ | ------------- | ------ |
| Mathias Flückiger | mountainbike | 1:25:34 +0:20 | Zilver |
| Nino Schurter     | mountainbike | 1:25:56 +0:42 | 4      |
| Filippo Colombo   | mountainbike | 1:28:04 +2:50 | 12     |

Vrouwen
| atlete          | onderdeel    | tijd          | rang   |
| --------------- | ------------ | ------------- | ------ |
| Jolanda Neff    | mountainbike | 1:15:46       | Goud   |
| Sina Frei       | mountainbike | 1:16:57 +1:11 | Zilver |
| Linda Indergand | mountainbike | 1:17:05 +1:19 | Brons  |

#### Wegwielrennen
Mannen
| atleet        | onderdeel    | tijd     | rang |
| ------------- | ------------ | -------- | ---- |
| Stefan Küng   | wegwedstrijd | 6:15:38  | 40   |
| Stefan Küng   | tijdrit      | 56:08,49 | 4    |
| Marc Hirschi  | wegwedstrijd | 6:11:46  | 25   |
| Michael Schär | wegwedstrijd | 6:13:17  | 31   |
| Gino Mäder    | wegwedstrijd | 6:21:46  | 74   |

Vrouwen
| atlete         | onderdeel    | tijd     | rang   |
| -------------- | ------------ | -------- | ------ |
| Marlen Reusser | wegwedstrijd | 4:02:16  | 46     |
| Marlen Reusser | tijdrit      | 31:09,96 | Zilver |

### Worstelen

#### Vrije stijl
Mannen
| atleet           | onderdeel | eerste ronde          | kwartfinale          | halve finale         | herkansing           | finale / BM          | finale / BM |
| atleet           | onderdeel | tegenstander uitslag  | tegenstander uitslag | tegenstander uitslag | tegenstander uitslag | tegenstander uitslag | rang        |
| ---------------- | --------- | --------------------- | -------------------- | -------------------- | -------------------- | -------------------- | ----------- |
| Stefan Reichmuth | −86 kg    | Benferdjallah W 3 - 1 | Yazdani V 1 - 4      | niet geplaatst       | Shapiev V 1 - 3      | niet geplaatst       | 8           |

### Zeilen
Mannen
| atleet                            | onderdeel | race | race | race | race | race | race | race | race | race | race | race | race | race           | netto punten | eindnotering |
| atleet                            | onderdeel | 1    | 2    | 3    | 4    | 5    | 6    | 7    | 8    | 9    | 10   | 11   | 12   | M              | netto punten | eindnotering |
| --------------------------------- | --------- | ---- | ---- | ---- | ---- | ---- | ---- | ---- | ---- | ---- | ---- | ---- | ---- | -------------- | ------------ | ------------ |
| Mateo Sanz Lanz                   | RS:X      | 1    | 1    | 9    | 10   | 3    | 4    | 16   | 17   | 12   | 10   | 13   | 15   | 6              | 100          | 8            |
| Lucien Cujean Sébastien Schneiter | 49er      | 16   | 10   | 14   | 10   | 3    | 20   | 9    | 9    | 9    | 18   | 13   | 12   | niet geplaatst | 123          | 14           |

Vrouwen
| atlete                         | onderdeel    | race | race | race | race | race | race | race | race | race | race | race   | race   | race           | netto punten | eindnotering |
| atlete                         | onderdeel    | 1    | 2    | 3    | 4    | 5    | 6    | 7    | 8    | 9    | 10   | 11     | 12     | M              | netto punten | eindnotering |
| ------------------------------ | ------------ | ---- | ---- | ---- | ---- | ---- | ---- | ---- | ---- | ---- | ---- | ------ | ------ | -------------- | ------------ | ------------ |
| Maud Jayet                     | Laser Radial | 22   | 7    | 22   | 34   | 13   | 1    | 21   | 25   | 28   | 24   | n.v.t. | n.v.t. | niet geplaatst | 163          | 19           |
| Linda Fahrni Maja Siegenthaler | 470          | 12   | 4    | 8    | 2    | 5    | 10   | 9    | 7    | 12   | 5    | n.v.t. | n.v.t. | 2              | 64           | 4            |

### Zwemmen
Mannen
| atleet                                               | onderdeel          | series     | series | halve finale   | halve finale   | finale         | finale         |
| atleet                                               | onderdeel          | tijd       | rang   | tijd           | rang           | tijd           | rang           |
| ---------------------------------------------------- | ------------------ | ---------- | ------ | -------------- | -------------- | -------------- | -------------- |
| Jérémy Desplanches                                   | 100 m schoolslag   | 1.00,29    | 28     | niet geplaatst | niet geplaatst | niet geplaatst | niet geplaatst |
| Jérémy Desplanches                                   | 200 m wisselslag   | 1.56,89    | 2 Q    | 1.57,38        | 5 Q            | 1.56,17        | Brons          |
| Antonio Djakovic                                     | 200 m vrije slag   | 1.46,37    | 15 Q   | 1.45,92        | 11             | niet geplaatst | niet geplaatst |
| Antonio Djakovic                                     | 400 m vrije slag   | 3.45,82 NR | 9      | n.v.t.         | n.v.t.         | niet geplaatst | niet geplaatst |
| Roman Mityukov                                       | 100 m vrije slag   | 48,43      | 15 Q   | 48,53          | 16             | niet geplaatst | niet geplaatst |
| Roman Mityukov                                       | 200 m rugslag      | 1.57,45    | 11 Q   | 1.57,07        | 13             | niet geplaatst | niet geplaatst |
| Noè Ponti                                            | 100 m vlinderslag  | 51,24      | 5 Q    | 50,76          | 3 Q            | 50,74 NR       | Brons          |
| Noè Ponti                                            | 200 m vlinderslag  | 1.55,05    | 5 Q    | 1.55,37        | 10             | niet geplaatst | niet geplaatst |
| Antonio Djakovic Nils Liess Roman Mityukov Noè Ponti | 4x100 m vrije slag | 3.14,65    | 14     | n.v.t.         | n.v.t.         | niet geplaatst | niet geplaatst |
| Antonio Djakovic Nils Liess Roman Mityukov Noè Ponti | 4x200 m vrije slag | 7.06,59    | 6 Q    | n.v.t.         | n.v.t.         | 7.06,12        | 6              |

Vrouwen
| atlete         | onderdeel        | series  | series | halve finale   | halve finale   | finale         | finale         |
| atlete         | onderdeel        | tijd    | rang   | tijd           | rang           | tijd           | rang           |
| -------------- | ---------------- | ------- | ------ | -------------- | -------------- | -------------- | -------------- |
| Lisa Mamié     | 100 m schoolslag | 1.06,78 | 13 Q   | 1.07,41        | 15             | niet geplaatst | niet geplaatst |
| Lisa Mamié     | 200 m schoolslag | 2.23,91 | 14 Q   | 2.25,11        | 14             | niet geplaatst | niet geplaatst |
| Maria Ugolkova | 100 m vrije slag | 54,86   | 26     | niet geplaatst | niet geplaatst | niet geplaatst | niet geplaatst |
| Maria Ugolkova | 200 m wisselslag | 2.10,04 | 5 Q    | 2.10,65        | 9              | niet geplaatst | niet geplaatst |